# Règles de Hume-Rothery
Pour les articles homonymes, voir Hume et Rothery.
En chimie, les règles de Hume-Rothery, du nom de William Hume-Rothery qui les a énoncées la première fois, donnent les conditions de base pour obtenir un alliage homogène avec solubilité totale à l'état solide (c'est-à-dire une solution solide). Il y a deux ensembles de règles, l'une pour les solutions solides de substitution et l'autre pour les solutions solides interstitielles.

## Solutions solides de substitution

Diagramme de phase Bi-Sb. À cause de leurs propriétés chimiques et physiques semblables, le bismuth et l'antimoine forment une solution solide (en dessous du solidus) dans tous les cas de figure et à toutes les températures. Le diagramme de phase est un diagramme à un fuseau.

Les règles pour les solutions solides de substitution sont :
1. Les éléments constituant l'alliage doivent avoir la même structure cristallographique (par exemple, élément cubique à faces centrées avec un autre élément cubique à faces centrées).
2. Les atomes doivent avoir une taille voisine : leurs rayons ne doivent pas différer de plus de 15 %. Dans le cas contraire, la solubilité sera très limitée.
3. La valence des deux éléments doit être identique (exemple : bismuth et antimoine).
4. Le soluté et le solvant doivent posséder une électronégativité similaire. Si la différence est trop élevée, les métaux vont tendre à former un composé intermétallique plutôt qu'une solution solide.

## Solutions solides interstitielles
Les règles pour les solutions solides interstitielles sont :
1. Les atomes du soluté doivent être plus petits que les pores de la structure cristalline du solvant.
2. Le soluté et le solvant doivent posséder une électronégativité similaire.